# Idophysa chonos
Idophysa chonos är en insektsart som beskrevs av Burckhardt 2009. Idophysa chonos ingår i släktet Idophysa och familjen Peloridiidae. Inga underarter finns listade i Catalogue of Life.